# Roje pri Čatežu
Roje pri Čatežu este o localitate din comuna Trebnje, Slovenia, cu o populație de 65 de locuitori.